# Техногенез
Техногене́з (від грецьк. Techne — мистецтво, ремесло + Genesis — народження, походження) — створення і зміна ландшафтів під впливом виробничої діяльності людини.

## Загальний опис
У широкому розумінні — сукупність інженерно-геологічних, геоморфологічних і геохімічних процесів у земній корі, пов'язаних з виробничою діяльністю людини. У більш вузькому — зміна ландшафтів під дією прямо або побічно діючих факторів: гірничих розробок, промислових, енергетичних, сільськогосподарських підприємств, гідротехнічних споруд, господарського використання лісів тощо.
Техногенез полягає в перетворенні біосфери, що викликається сукупністю механічних, геохімічних та геофізичних процесів.
Вплив людини на природний розвиток геоморфологічних процесів може бути прямим (зміна залягання гірських порід, їхнє транспортування, відкладання, переробка, утворення насипних і скульптурних форм і т. д.) і непрямим (людина є причиною зміни швидкості геоморфологічних процесів або появи нових процесів). За спрямованістю діяльність людини підрозділяється на сільськогосподарську, експлуатацію родовищ корисних копалин, зведення різних споруд, оборонну та ін.
Прямий техногенний вплив (ПТВ) на природне середовище (ПС) здійснюється господарськими об'єктами і системами при безпосередньому контакті з природою в процесі природокористування або скидання в неї відходів.
ПТВ починається, протікає і припиняється одночасно з відповідними стадіями роботи господарських систем, що викликають цей вплив. Територіально зони ПТВ практично збігаються з зонами дії відповідних господарських систем.

## Форми
Склад природних компонентів ПТВ включає в себе в різних поєднаннях повітря атмосфери, біоту, і ґрунтовий покрив, підземні і поверхневі води, літологічний фундамент, сюди ж можна віднести і рельєф. Особливо значні зміни природних комплексів відбуваються внаслідок техногенної трансформації рельєфу, що завжди тягне за собою зняття або поховання рослинності та ґрунтового покриву. Трансформації рельєфу викликають так само зміни положення поверхні щодо рівня ґрунтових вод та формування нових базисів денудації.

## Прояви
Техногенез проявляється в результаті «ланцюгової реакції», викликаної ПТВ і обумовлюється природними зв'язками і взаємодією між елементами і компонентами ландшафту. Прояв техногенезу зводиться до таких основних наслідків: зміна водного режиму, порушення поверхні (зсуви, просідання, обвали, осипи), зміна швидкості напрями процесів рельєфоутворення, зміна процесів ґрунтоутворення; забруднення атмосфери, ґрунту, поверхневих і підземних вод продуктами дефляції відвалів; зміна мікроклімату, зміна умов існування та розвитку біологічного світу.
Ймовірно, найбільше впливають на надра пошуки, розвідка і розробка корисних копалин. Реалізація проектів і буріння порушують природну рівновагу досліджуваних площ, в тому числі можуть бути причиною забруднення підземних вод. Ще більші масштаби таких порушень супроводжують розробку корисних копалин. Будівництво кар'єрів при відкритих методах розробки супроводжуються порушенням ґрунтового покриву, створенням відвалів з розкриву і непродуктивних порід, що стає причиною запилення атмосфери, порушення режиму підземних вод. Підземні методи розробки, супроводжувані будівництвом шахт і штолень, ставлять проблему ліквідації шахтних і рудникових вод, що мають іноді підвищену мінералізацію, а також відвалів, будівництво териконів. Додаткові ускладнення виникають при газових викидах в процесі експлуатації вугільних шахт, а також при утворенні просадок і провалів в межах шахтного поля. Складні екологічні питання виникають при консервації або ліквідації відпрацьованих шахт і штолень, а також кар'єрів. В останньому випадку передбачено повернення у виїмки карʼєрів раніше знятого ґрунтового покриву, а також створення водойм, орних земель або лісонасаджень на цих площах.
Специфічні екологічні проблеми виникають при розвідці і розробці нафтогазових родовищ. Крім порушення ґрунтового покриву, тут часто мають місце міжпластові перетоки вод і вуглеводнів, забруднення ґрунтів, поверхневих і підземних вод викидами нафти, конденсату, мінералізованих вод. Для районів тривалої експлуатації таких родовищ характерно просідання земної поверхні, що іноді може супроводжуватися активізацією природних процесів — наприклад, землетрусами в районах Денвера (США). Катастрофічний характер можуть мати аварійні викиди нафти і газу, прикладами чого можуть бути події на Качанівському і Крестищенського родовищах ДДЗ. Додатковим фактором порушення і забруднення геологічного середовища є будівництво і експлуатація нафто- і газопроводів, транспортування нафти морем, видобуток вуглеводнів на шельфі.